# 素晴らしき恋人たち (曲)
「素晴らしき恋人たち」 (すばらしきこいびとたち、原題: Wives & lovers) は、バート・バカラックとハル・デヴィッドが映画『Wives & lovers』用に書いた作品で、ジャック・ジョーンズ盤が1963年から1964年にかけてヒットして全米14位を記録したバート・バカラック作品としては異色のジャズ・テンポの作品。カバー・バージョンも数多く発表された。

## 解説
バート・バカラックとハル・ディヴィドのコンビは1963年、映画『Wives & lovers』（1963年）用に楽曲を書き、売り出し中の人気歌手
ジャック・ジョーンズに録音させたが,最終的には映画に使用されずに終わった。曲は結婚した女性たちへのメッセージ・ソング的な内容ながらジョーンズはこの曲で２度目のグラミー賞最優秀男性歌唱賞を受賞した。ジーン・ピットニ―の「リバティ・バランスを撃った男」（1962）と同様な経過をたどったが,ヒット・ソングというよりスタンダード・ソングとしての格調を持ち,フランク・シナトラはカウント・ベイシーをバックに録音するなど幅広いアーティストがとりあげている作品でもある。イージー・リスニング・チャートでは第9位を記録している。

## 主要なカヴァー
- パーシー・フェイス  - （1964年）
- スティーブ・ローレンス - （1964年）
- フランク・シナトラ - （1964年）
- ジミー・スミス - （1964年）
- アンディ・ウィリアムス - （1964年）
- ディオンヌ・ワーウィック - （1965年）
- バート・バカラック - （1971年）